# Victor Méric

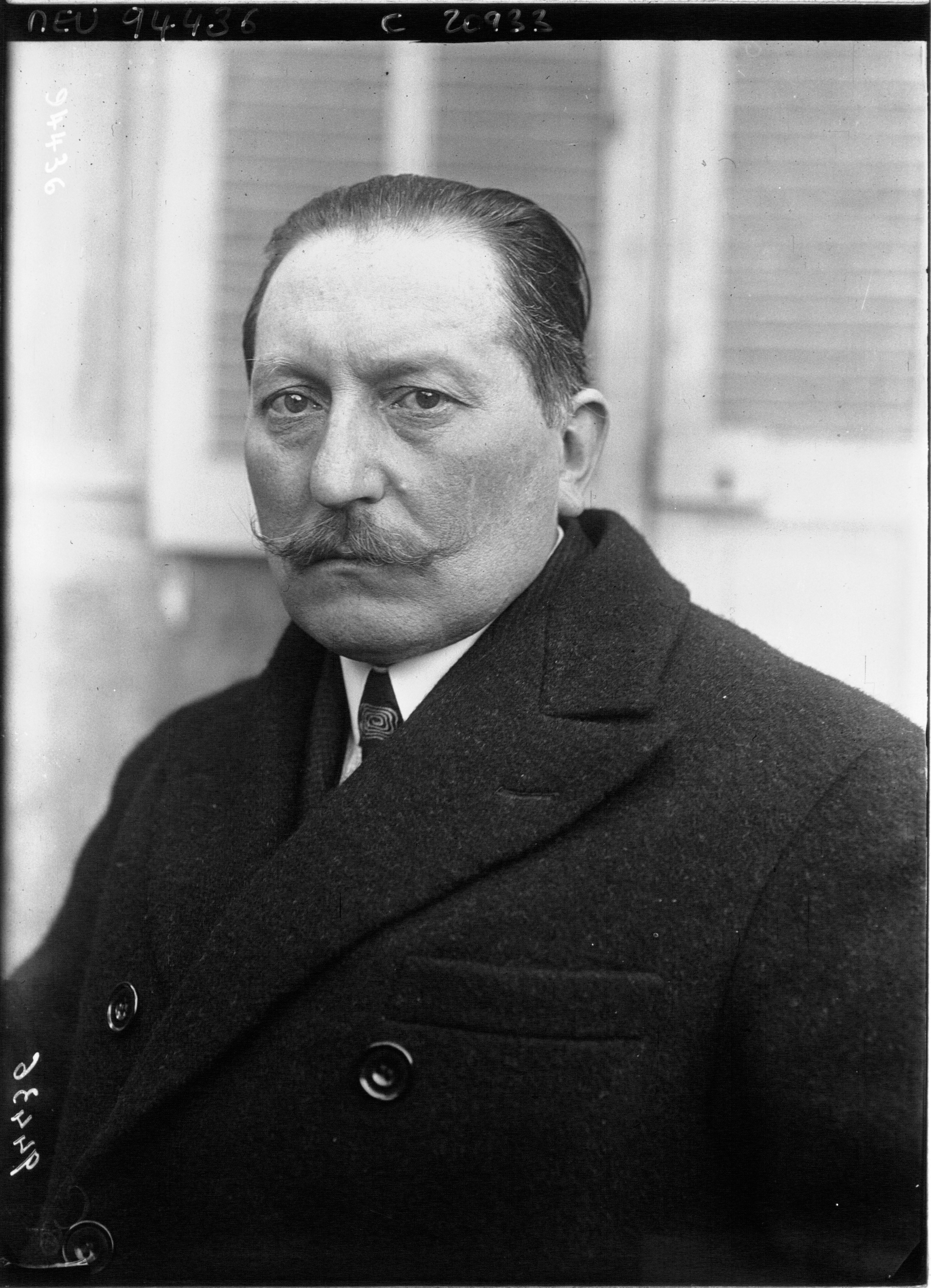
Victor Méric (1921)

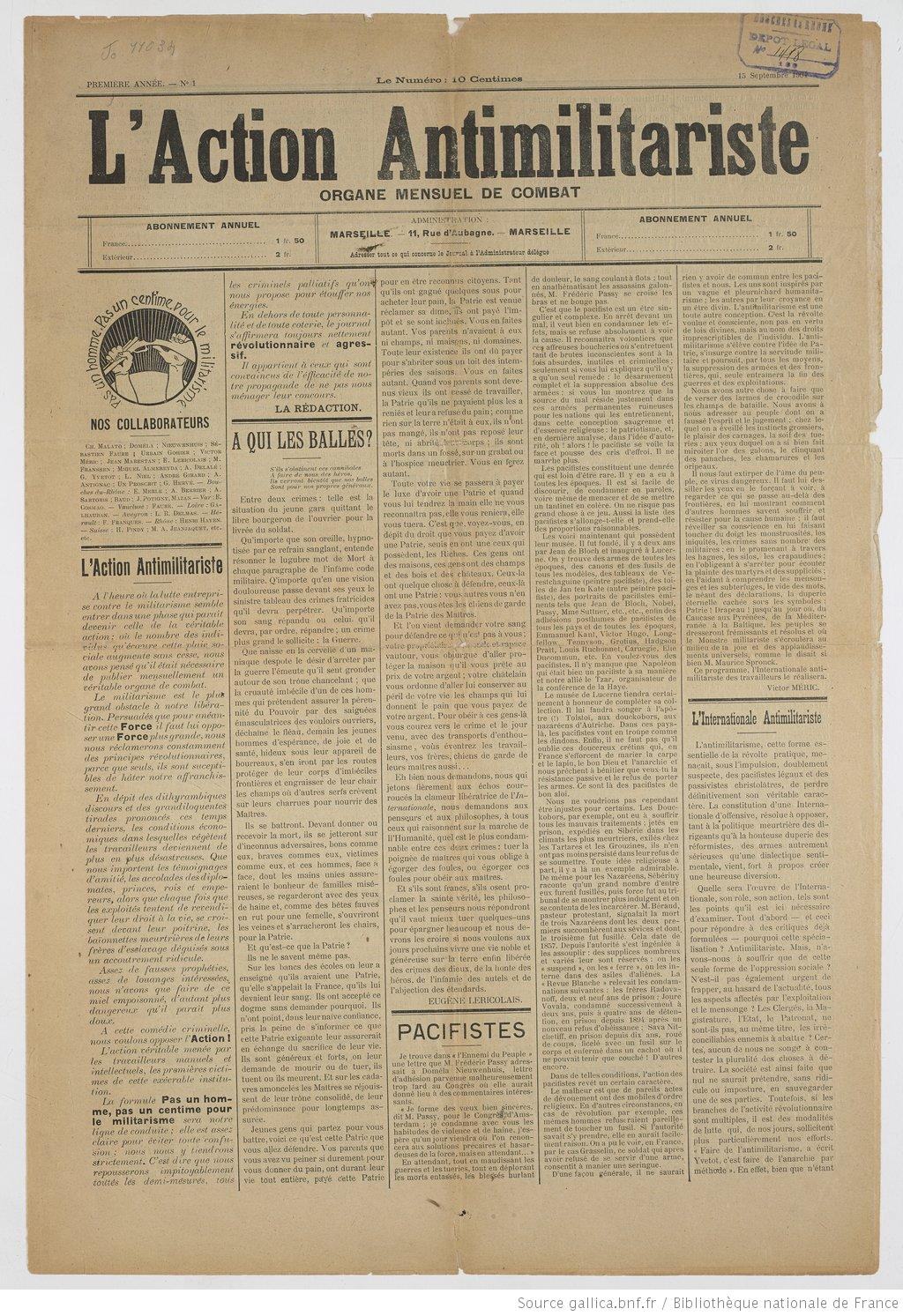
L’Action Antimilitariste vom 15. September 1904

Victor Célestin Méric (geboren am 10. Mai 1876 in Marseille; gestorben am 10. Oktober 1933 in Paris) war ein französischer Journalist, Schriftsteller und Pazifist.

## Leben

### Journalismus
Er stammte aus einer politisch aktiven linksgerichteten Familie und war der Sohn des radikal-sozialistischen Senators Victor Méric; er wurde durch die Heirat seiner Eltern zwei Jahre nach seiner Geburt anerkannt. Méric war Zeichner in Toulon, als er sich 1895 freiwillig für drei Jahre in der Armee meldete. 1899 ließ er sich in Paris nieder.
Méric, der als Zeichner im Pariser Rathaus arbeitete, verkehrte zunächst in anarchistischen Kreisen und war Mitarbeiter von Le Libertaire und La Voix des femmes. Im Jahr 1904 war er einer der Gründer der Association internationale antimilitariste (AIA) und begab sich auf eine landesweite Vortrags- und Redetour. Anschließend war er 1906 Geschäftsführer und einer der Redakteure der kurzlebigen Wochenzeitung L’Internationale.
Seine zahlreichen Artikel in La Guerre sociale, zu deren Gründungsmitarbeitern er gehörte, und in Les Hommes du jour (unter dem Pseudonym Flax) zeigen einen linken Antiintellektualismus. Unter dem Einfluss von Gustave Hervé trat er der führenden sozialistischen Partei dieser Zeit bei, der Section française de l’Internationale ouvrière (SFIO). In den Jahren 1908 und 1909 wurde er wegen zweier seiner Artikel in Les Hommes du jour ins Gefängnis geworfen: Am 26. September 1908 wurde er wegen Verleumdung und Beleidigung der Armee zu einem Jahr Gefängnis und 3000 Franc Geldstrafe verurteilt, am 26. April 1909 wegen Beihilfe zur Verleumdung und Beleidigung der Armee zu sechs Wochen Gefängnis und 600 Franc Geldstrafe. Er verbüßte seine Strafe im politischen Teil des Gefängnisses La Santé, wo er unter anderem Gustave Hervé und Miguel Almereyda als Mithäftlinge hatte. Er wurde auch zu einer härteren Strafe von fünf Jahren Haft verurteilt, die jedoch durch eine Amnestie getilgt wurde.
Nach der Inhaftierung der anderen Redakteure von La Guerre sociale im Jahr 1910 blieb er zeitweilig als alleiniger Redakteur übrig. Méric war mehrmals Delegierter bei den nationalen Kongressen der Sozialistischen Partei. Er wurde im Ersten Weltkrieg als Sappeur mobilisiert und blieb vom 4. August 1914 bis zum 29. Dezember 1918 in Uniform. Ab 1914 schickte er von der Front aus Artikel für Le Journal du Peuple.

### Kommunismus und Pazifismus
Méric trat dem Komitee der Dritten Internationale bei. 1919 kandidiert er für die SFIO bei den Parlamentswahlen, wurde aber nicht gewählt. Im März 1920 nahm er am Parteikongress in Straßburg und im Dezember 1920 am Kongress von Tours teil. Er wurde in den Vorstand der neu gegründeten Kommunistischen Partei - Französische Sektion der Kommunistischen Internationale (SFIC, die sich später zur heutigen PCF umbenannte) gewählt. Bald darauf wurde er mit der Aufgabe betraut, die SFIC bei der Kommunistischen Partei Deutschlands (KPD) zu vertreten.
Aber ziemlich schnell geriet Méric in Opposition zur Linie der Internationale, deren Weisungen die SFIC unterstand. Er lehnte die bolschewistische Disziplin innerhalb der Partei ab. 1921 prangerte er auf dem Bundeskongress des Départements Seine die „sektenartige Zentralisierung“ an. Diese Polemik sollte sich in den folgenden Tagen auf dem ersten Parteitag der KP in Marseille verschärfen. Ausgehend von der Frage der Einheitsfront (die er für nicht durchführbar hielt, da die Kommunisten seit Tours ständig die Sozialisten denunzierten), wandte sich Méric in L’Humanité gegen die Dritte Internationale. Seine Haltung gegenüber der Kommunistischen Internationale wandelte sich von Kritik zu Feindseligkeit. Der Parteitag der KP 1922 in Paris wählte ihn nicht wieder in das Präsidium. Der Kongress der Internationale in Moskau, der unter anderem den Ausschluss der Mitglieder der Liga für Menschenrechte aus der KP durchsetzte, beendete Merics kommunistisches Abenteuer. Im Januar 1923 gehörte er zu denjenigen, die in der Humanité eine Erklärung veröffentlichten, in der sie u. a. den Verlust des kritischen Geistes anprangerten.

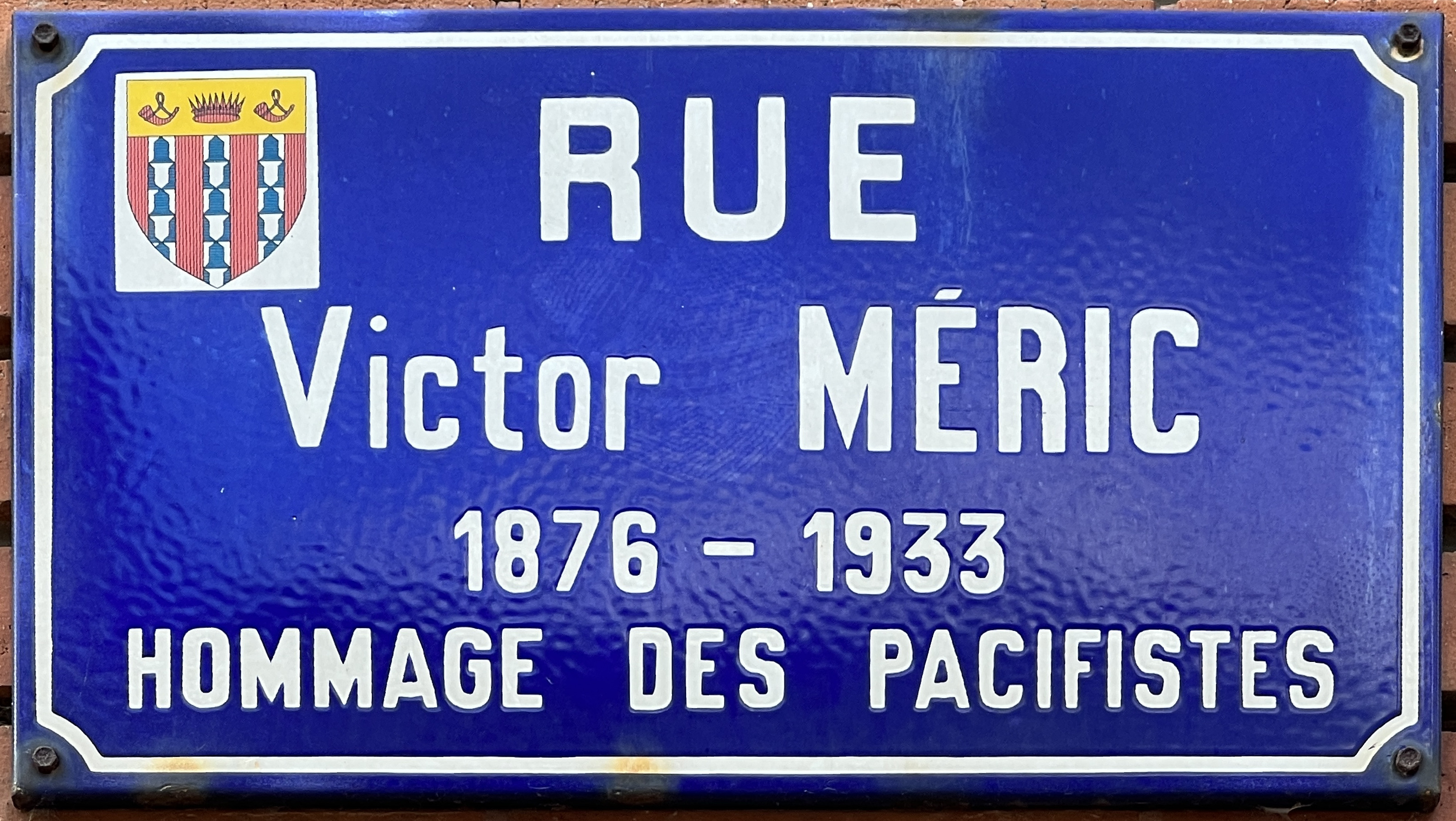
Stille Straße in Clichy

Méric war damals neben Ludovic-Oscar Frossard einer der Gründer der Parti communiste unitaire (Kommunistische Einheitspartei), die sich bald mit den von der KPF Ausgeschlossenen zur Parti socialiste communiste (Sozialistisch-kommunistische Union) zusammenschloss. In der L’Égalité äußerte er sich sehr kritisch über die UdSSR. 1928 schrieb er in der Zeitschrift Évolution den Artikel „L’Appel au bon sens“ (Appell an den gesunden Menschenverstand), in dem er sich für eine Revision des Versailler Vertrags aussprach, insbesondere des Artikels über die Verantwortung Deutschlands für den Ausbruch des Konflikts.
1931 gründete Méric die pazifistische Zeitung La Patrie humaine und rief die Ligue internationale des combattants de la paix (Internationale Liga der Friedenskämpfer, LICP) ins Leben, an deren ersten Treffen u. a. Deutsche und ein Italiener teilnahmen. Wegen seines Widerstands gegen den Einfluss der Dritten Internationale geriet er allerdings in der Liga bald ins Abseits.

## Werke
im Text verwendet
- A travers la jungle politique et littéraire. Valois, 1930 (google.de).
- Les bandits tragiques. S. Kra, 1926 (Digitalisat auf Gallica).
  - Neuauflage 2010 Éditions Le Filbustier Les bandits tragiques

sonstige
- 1927: Le crime des vieux, histoire extravagante[12]
  - Deutsch: Die Verjüngten, Theodor Knaur Nachf.[13]
- 1932: La guerre qui revient fraîche et gazeuse ![14]

Eine vollständige Literaturliste findet sich in der französischen Sprachversion und im Weblink der Bibliothèque nationale de France.